# Porte-queue d'Edwards
Satyrium edwardsii
Espèce
Le Porte-queue d'Edwards  (Satyrium edwardsii) est une espèce d'insectes lépidoptères de la famille des Lycaenidae et de la sous-famille des Theclinae.

## Dénomination
Satyrium edwardsii a été décrit par Augustus Radcliffe Grote et Coleman Townsend Robinson en 1867 sous le nom initial de Thecla  edwardsii.

### Sous-espèces
- Satyrium edwardsii edwardsii
- Satyrium edwardsii meridionale Gatrelle, 2001[1].

### Noms vernaculaires
Le Porte-queue d'Edwads se nomme Edward's Hairstreak en anglais.

## Description
C'est un papillon d'une envergure de 19 mm à 38 mm avec une fine petite queue à chaque aile postérieure,.
Le dessus est beige foncé doré, le revers beige plus clair avec une ligne submarginale de marques orange soulignées de marron et de blanc, marques en forme de chevrons aux ailes postérieures et d'une ligne médiane de taches marron cernées de blanc, avec un ocelle bleu métallisé à l'angle anal.

### Chenille
De couleur marron verdâtre la chenille est ornée de lignes obliques plus claires.

## Biologie
Les chenilles aux deux premiers stades  se nourrissent le jour, ensuite elles se nourrissent la nuit et passent la journée dans les abris construits par les fourmis à la base de l'arbre hôte.

### Période de vol et hivernation
Il vole en une génération, de juin à début août dans le nord de sa zone de répartition, mai juin dans le sud,.

### Plantes hôtes
Les plantes hôtes de sa chenille sont des Quercus, Quercus ilicifolia et occasionnellement Quercus alba, Quercus macrocarpa, Quercus rubra et Quercus velutina,.

## Écologie et distribution
Il est présent en Amérique du Nord, dans le sud du Canada (sud du Québec, de l'Ontario et du Manitoba) et dans la moitié est des États-Unis, du Maine à la Géorgie jusqu'à l'ouest dans le Dakota du Nord et le Kansas.

### Protection
Pas de statut de protection particulier.

### Liens taxonomiques
- (en) Tree of Life Web Project : Satyrium edwardsii
- (fr + en) ITIS : Satyrium edwardsii (Grote & Robinson, 1867)
- (en) Animal Diversity Web : Satyrium edwardsii